# The Trinity
 (janvier 2023).
Albums de Sean Paul
Dutty Rock
(2002) Imperial Blaze
(2009)
Singles
1. We Be Burnin'
Sortie : 18 août 2005
2. Ever Blazin'
Sortie : 11 octobre 2005
3. Temperature
Sortie : 21 février 2006
4. Never Gonna Be the Same
Sortie : 8 avril 2006
5. (When You Gonna) Give It Up to Me
Sortie : 6 juillet 2006

The Trinity est le troisième album de l'artiste jamaïcain Sean Paul, sorti aux États-Unis par Atlantic Records le 27 septembre 2005.
Il a été entièrement enregistré en Jamaïque, avec Henriques travaillant ensemble avec certains producteurs de riddims comme Steven "Lenky" Marsden, Donovan "Don Corleone" Bennet, Renaissance Crew et Rohan "Jah Snowcone" Fuller. En expliquant le titre de l'album, Henriques note que c'est son troisième album qui a pris trois ans pour produire soyant « tout fait dans le Tiers-Monde »[pas clair]. La date de mise en vente, le 27 septembre (27/9), correspond à une fraction égale à 3.

## Liste de chansons
| #   | Titre                                        | Durée |
| --- | -------------------------------------------- | ----- |
| 1.  | Fire Links Intro                             | 0:49  |
| 2.  | Head in the Zone                             | 3:55  |
| 3.  | We Be Burnin'                                | 3:35  |
| 4.  | Send It On                                   | 3:38  |
| 5.  | Ever Blazin                                  | 3:10  |
| 6.  | Eye Deh a Mi Knee                            | 2:58  |
| 7.  | (When You Gonna) Give It Up to Me            | 4:02  |
| 8.  | Yardie Bone (avec Wayne Marshall)            | 3:12  |
| 9.  | Never Gonna Be The Same                      | 3:40  |
| 10. | I'll Take You There                          | 3:56  |
| 11. | Temperature                                  | 3:36  |
| 12. | Breakout                                     | 2:59  |
| 13. | Head to Toe                                  | 4:21  |
| 14. | Connection (avec Nina Sky)                   | 3:31  |
| 15. | Straight Up                                  | 3:06  |
| 16. | All on Me (avec Tami Chynn)                  | 4:18  |
| 17. | Change the Game (avec Looga Man & Kid Kurup) | 3:54  |
| 18. | The Trinity                                  | 3:35  |

L'album est ressorti en juin 2006 avec un CD supplémentaire incluant les chansons suivantes :
| #  | Titre                                           | Durée |
| -- | ----------------------------------------------- | ----- |
| 1. | Cry Baby Cry (avec Carlos Santana & Joss Stone) | 3:52  |
| 2. | Break It Off (avec Rihanna)                     | 3:36  |
| 3. | As Time Goes On                                 | 4:51  |
| 4. | Temperature (AOL Sessions)                      | —     |
| 5. | Get Busy (AOL Sessions)                         | —     |
| 6. | Never Gonna Be The Same (AOL Sessions)          | —     |

## Tables
Album
| Année | Tables                 | Position |
| ----- | ---------------------- | -------- |
| 2005  | The Billboard 200      | 7        |
| 2005  | Top R&B/Hip-Hop Albums | 4        |
| 2005  | Top Rap Albums         | 3        |
| 2005  | Top Reggae Albums      | 1        |

Singles
| Couverture                                       | Information |
| ------------------------------------------------ | --- |
| en:Image:Webeburnin.jpg                          | We Be Burnin'' - Mise en vente : 2005 - Écrivains : S.P. Henriques, S. Marsden, D. Thomas, M. Jarrett, C. Cunningham, C. Marsh - Producteur : Renaissance Crew (Delano Thomas, Michael Jarrett and Andre Saunders) - Directeur musical : Jessy Terrero |
| en:Image:Sean Paul - Ever Blazin'.jpg            | Ever Blazin'' - Mise en vente : 2005 - Écrivains : S.P. Henriques, J. Henriques, S. Marsden, R. Stevens - Producteur : Steven "Lenky" Marsden - Directeur musical : Anthony Mandler                                                                    |
| en:Image:Sean Paul Temperature.jpg               | Temperature - Mise en vente : 2005 - Écrivains : S.P. Henriques, A. Marshall, R. Fuller - Producteur : Rohan "Jah Snowcone" Fuller - Directeur musical : Little X                                                                                      |
| en:Image:Sean Paul - Never Gonna Be The Same.jpg | Never Gonna Be The Same - Mise en vente : 2006 - Écrivains : S.P. Henriques, D.Bennett, N.Staff. - Producteur : D.Bennett - Directeur musical : S.P. Henriques.                                                                                        |
| en:Image:Sean Paul - Give It Up To Me.jpg        | Give It Up To Me - Mise en vente : 2006 - Écrivains : S.P. Henriques, D.Bennett, N.Staff, Keshia Cole. - Producteur : D.Bennett - Directeur musical : Don Corleon.                                                                                     |
|                                                  | Cry Baby Cry - Mise en vente : 2006 - Écrivains : S.P. Henriques, Lester Mendez, Joss Stone, Kara DioGuardi, Jimmy Harry. - Producteur : Lester Mendez - Directeur musical : C.Santana.                                                                |
| en:Image:RihannaBreakItOff.jpg                   | Break It Off - Mise en vente : 2007 - Écrivains : R.R. Fenty, S.P. Henriques, D.Bennett, K.Ford. - Producteur : Don Corleon - Directeur musical : R.R. Fenty                                                                                           |

## Certifications
| Pays   | Organisme | Certification | Niveau de certification |
| ------ | --------- | ------------- | ----------------------- |
| France | SNEP      | 2 × Platine   |                         |